# Plagithmysus ultimus
Plagithmysus ultimus là một loài bọ cánh cứng trong họ Cerambycidae.